# God (音楽グループ)
- god
- g.o.d

god（ジーオーディー、朝鮮語: 지오디）は、1999年1月13日にデビュー（テレビ初出演）した韓国の5人組男性アイドルグループ。グループ名は「groove over dose」の略。
テレビ番組で見せた隣のお兄さん的な親しみやすいキャラクターと音楽性の高さで幅広い年齢層からの支持を得たため、現在まで「国民グループ」の愛称で親しまれている。
サイダス（現：iHQ(SidusHQ)）よりデビューしたが、2004年の契約満了時にプロデューサーを務めていたパク・ジニョンの事務所JYPエンターテインメントに移籍。2005年12月末の活動休止まで所属していたが、2014年の再始動後はiHQ(SidusHQ)に所属を戻している。
韓国男性アイドルグループとしての韓国内歴代単独アルバム売上枚数記録1位を保持（2018年8月現在）。
韓国アイドル界第1世代。ファンクラブおよびファンの総称は「fangod」（ファンジオディ、韓国語読みではペンジオディ）。公式応援カラーは空色。

## 略歴
- 1998年12月末、正規1集『Chapter1』を発売。
- 1999年1月13日、SBS『真夜中のテレビ芸能』にて「オモニムケ（お母さんへ）」を初披露（デビュー）。
- 2000年初頭、MBCの週末夕方のバラエティ番組『日曜日日曜日の晩に』（2000年1月9日 - 4月16日）『目標達成土曜日』（2000年4月22日 - 2001年5月12日、2001年12月29日、2002年1月5日）内で番組スタート。当時11か月の赤ちゃん・ジェミン君と一緒に生活する「godの育児日記」というコーナーを担当[5]。当時主流だった「神秘主義」「反抗的」なアイドル像とは対極の「隣のお兄さん」的な親しみやすさにファン層が全年齢層に拡大、全国民的人気を得る[6]。
- 2000年「거짓말(嘘)」、2001年「길(道)」で2年連続4度の各種歌謡大賞を受賞。2000年発売の正規3集『Chapter3』は180万枚以上、2001年発売の正規4集『Chapter4』は171万枚以上の売上枚数を上げ、韓国男性アイドルグループ最多売上枚数記録（1位、3位）を未だ保持している[注釈 1]。
- 2002年7月 - 9月、2002年12月 - 2003年3月、全100回コンサート（毎週木 - 日曜日公演。各45回、55回）を開催[8]。韓国芸能界では例のない長期連続コンサートであった。
- 2002年、東京北区にある朝鮮中高級学校文化会館にて在日の学生へ向けたコンサート。
- 2004年、6集発売直前にユン・ゲサンが脱退。
- 2005年、正規7集『Chapter7-空の中へ』を発売。コンサート全国ツアー『The Last』を最後に2005年末に活動を休止。
- 2014年5月8日、脱退していたユン・ゲサンが復帰。5人のメンバーでデジタルシングル『미운오리새끼(みにくいアヒルの子)』を発表、活動再開。
- 2014年7月8日、9年振りに正規8集『Chapter8』を発売。
- 2014年7月12日・13日、15周年記念コンサートをソウル蚕室総合運動競技場補助競技場にて開催。3万人動員[9]。
- 2014年10月25日、15周年記念コンサートアンコールコンサートをソウル蚕室総合運動競技場オリンピック主競技場にて開催[10]。
- 2014年11月7日 - 9日、米国ツアーコンサート『15TH ANNIVERSARY REUNION CONCERT』をロサンジェルス、ニューアーク2都市にて開催。
- 2015年12月9日、初のシングルアルバム「泣き笑いの1日(웃픈 하루)」を発売。
- 2015年12月16日 - 20日、ソウル・オリンピック体操競技場にて『god2015コンサート』を5日間開催。他2都市にてコンサートツアー。
- 2017年1月 - 2月、ソウル・蚕室室内体育館にて『2017 god to MENコンサート』を3日間開催。他5都市にてコンサートツアー。
- 2018年11月30日 - 12月2日、ソウル・オリンピック体操競技場にてデビュー20周年記念コンサートを3日間開催[11][12][13]。
- 2019年1月10日、20周年記念正規アルバム『THEN & NOW』を発売。

## メンバー
| 名前                              | |
| --------------------------------- | --- |
| パク・ジュンヒョン（박준형） (en) | - 生年月日 : 1969年7月20日（55歳） - 出身地 : アメリカ合衆国 カリフォルニア州 - ポジション : リーダー、リードラップ担当 - 韓国系アメリカ人。タレントとしてバラエティ等でも活動。米国ではJoon Parkの名で俳優活動を行っている。 - 既婚、一女の父。                                                                                |
| ユン・ゲサン（윤계상）            | - 生年月日 : 1978年12月20日（46歳） - 出身地 : 大韓民国 ソウル特別市 - ポジション : サブラッパー、サブボーカル - 2004年以降映画をメインに俳優としても活動。 |
| デニー・アン（데니 안）           | - 生年月日 : 1978年12月22日（46歳） - 出身地 : 大韓民国 ソウル特別市 - ポジション : メインラッパー - 俳優、司会、バラエティ等でも活動。リーダーのパク・ジュンヒョンとは従兄弟。H.O.T.のムン・ヒジュン、トニー・アン、Sechs Kiesのウン・ジウォン、NRGのチョン・ミョンフンとアイドルユニット「H.S.g.R(핫젝갓알지)」を組んでいる。 |
| ソン・ホヨン（손호영）            | - 生年月日 : 1980年3月26日（45歳） - 出身地 : 大韓民国 ソウル特別市 - ポジション : リードボーカル - ソロ歌手、ミュージカル等でも活動。 |
| キム・テウ（김태우）              | - 生年月日 : 1981年5月12日（44歳） - 出身地 : 大韓民国 慶尚北道亀尾市 - ポジション : メインボーカル - ソロ歌手としても活動。 - 既婚、二女一男の父。 |

## ディスコグラフィー

### 正規アルバム
- 1999年1月26日：正規1集Chapter 1 - 売上枚数：160,000+枚[15]
- 1999年11月25日：正規2集Chapter 2 - 売上枚数：578,567枚[16]
- 2000年11月3日：正規3集Chapter 3 Lies - 売上枚数：1,824,278+枚[17]
- 2001年11月15日：正規4集Chapter 4 Road - 売上枚数：1,713,056+枚[18]
- 2002年12月27日：正規5集Chapter 5 Letter - 売上枚数：463,038枚[19]
- 2004年12月9日：正規6集Chapter 6 An Ordinary Day - 売上枚数：213,187枚[20]
- 2005年10月28日：正規7集Chapter 7 Into the Sky - 売上枚数：109,757枚[21]
- 2014年7月8日：正規8集Chapter 8- 売上枚数：43,449枚[22]
- 2019年1月10日：20周年記念正規アルバムTHEN & NOW

### デジタルシングル
- 2015年12月9日：god Single Album웃픈 하루
- 2018年11月27日：눈이 내린다(雪が降る)

### ライブ
- 2001年：god 2001 Live Concert 「5人の男の物語」

### OST
- 2002年：映画『チャンピオン(韓国映画)』
- 2003年：テレビアニメ『オリンポスガーディアン』

### 参加アルバム
- 2002年：2002 FIFA ワールドカップ公式アルバムインターナショナル版『FEVER PITCH 2002 FIFA World Cup Official Album』True East Side

## コンサート
|                                   | コンサート名                                                   | 都市                           | 国             | 会場                                                 |
| --------------------------------- | -------------------------------------------------------------- | ------------------------------ | -------------- | ---------------------------------------------------- |
| 2001年 2月 25日                   | ‘5人の男の物語’ 全国ツアーコンサート                           | 大田広域市                     | 大韓民国       | 大田貿易展示館KOTREX                                 |
| 2001年 3月 1日                    | ‘5人の男の物語’ 全国ツアーコンサート                           | 光州広域市                     | 大韓民国       | 念珠総合体育館                                       |
| 2001年 3月 4日                    | ‘5人の男の物語’ 全国ツアーコンサート                           | 大邱広域市                     | 大韓民国       | 大邱室内体育館                                       |
| 2001年 3月 11日                   | ‘5人の男の物語’ 全国ツアーコンサート                           | 釜山広域市                     | 大韓民国       | 社稷室内体育館                                       |
| 2001年 4月 5日                    | ‘5人の男の物語’ 全国ツアーコンサート                           | ソウル特別市                   | 大韓民国       | 蚕室オリンピック総合運動場ソウルオリンピック主競技場 |
| 2001年 4月 8日                    | ‘5人の男の物語’ 全国ツアーコンサート                           | 仁川広域市                     | 大韓民国       | 仁川大学校善仁体育館                                 |
| 2002年 7月 11日-2002年 9月 22日   | ‘100日間のヒューマンコンサート’ 1次公演 全45回公演             | ソウル特別市                   | 大韓民国       | 貞洞ポップコーンアートホール                         |
| 2002年 12月 25日-2003年 3月 30日  | ‘100日間のヒューマンコンサート’ 2次公演 全55回公演             | ソウル特別市                   | 大韓民国       | 貞洞ポップコーンアートホール                         |
| 2005年 2月 26日                   | 'god is back' 全国ツアーコンサート                             | ソウル特別市                   | 大韓民国       | オリンピック公園オリンピック体操競技場               |
| 2005年 2月 27日                   | 'god is back' 全国ツアーコンサート                             | ソウル特別市                   | 大韓民国       | オリンピック公園オリンピック体操競技場               |
| 2005年 3月 12日                   | 'god is back' 全国ツアーコンサート                             | 大邱広域市                     | 大韓民国       | 大邱室内体育館                                       |
| 2005年 3月 13日                   | 'god is back' 全国ツアーコンサート                             | 大邱広域市                     | 大韓民国       | 大邱室内体育館                                       |
| 2005年 3月 26日                   | 'god is back' 全国ツアーコンサート                             | 富川市                         | 大韓民国       | 富川室内体育館                                       |
| 2005年 3月 27日                   | 'god is back' 全国ツアーコンサート                             | 富川市                         | 大韓民国       | 富川室内体育館                                       |
| 2005年 4月 2日                    | 'god is back' 全国ツアーコンサート                             | 光州広域市                     | 大韓民国       | 光州 東岡大学校体育館                                |
| 2005年 4月 3日                    | 'god is back' 全国ツアーコンサート                             | 光州広域市                     | 大韓民国       | 光州 東岡大学校体育館                                |
| 2005年 4月 23日                   | 'god is back' 全国ツアーコンサート                             | 全州市                         | 大韓民国       | 韓国音文化の殿堂野外劇場                             |
| 2005年 4月 30日                   | 'god is back' 全国ツアーコンサート                             | 江陵市                         | 大韓民国       | 江陵室内総合体育館                                   |
| 2005年 5月 15日                   | 'god is back' 全国ツアーコンサート                             | 清州市                         | 大韓民国       | 清州室内体育館                                       |
| 2005年 5月 20日-2005年 5月 29日   | 'god is back' ソウルアンコールコンサート-全5回                 | ソウル特別市                   | 大韓民国       | オリンピック公園内オリンピックホール                 |
| 2005年 11月 10日-2005年 12月 11日 | god -the LAST beginning コンサート-全20回                      | ソウル特別市                   | 大韓民国       | オリンピック公園内オリンピックホール                 |
| 2005年 12月 28日                  | god -the LAST アンコールコンサート Forever god                 | ソウル特別市                   | 大韓民国       | オリンピック公園オリンピック体操競技場               |
| 2014年 7月 12日                   | ‘15TH ANNIVERSARY REUNION CONCERT’ 全国ツアーコンサート        | ソウル特別市                   | 大韓民国       | 蚕室オリンピック総合運動場 補助競技場                |
| 2014年 7月 13日                   | ‘15TH ANNIVERSARY REUNION CONCERT’ 全国ツアーコンサート        | ソウル特別市                   | 大韓民国       | 蚕室オリンピック総合運動場 補助競技場                |
| 2014年 8月 2日                    | ‘15TH ANNIVERSARY REUNION CONCERT’ 全国ツアーコンサート        | 光州広域市                     | 大韓民国       | 念珠総合体育館                                       |
| 2014年 8月 3日                    | ‘15TH ANNIVERSARY REUNION CONCERT’ 全国ツアーコンサート        | 光州広域市                     | 大韓民国       | 念珠総合体育館                                       |
| 2014年 8月 15日                   | ‘15TH ANNIVERSARY REUNION CONCERT’ 全国ツアーコンサート        | 釜山広域市                     | 大韓民国       | 釜山BEXCO                                            |
| 2014年 8月 16日                   | ‘15TH ANNIVERSARY REUNION CONCERT’ 全国ツアーコンサート        | 釜山広域市                     | 大韓民国       | 釜山BEXCO                                            |
| 2014年 8月 23日                   | ‘15TH ANNIVERSARY REUNION CONCERT’ 全国ツアーコンサート        | 大邱広域市                     | 大韓民国       | 大邱EXSCO                                            |
| 2014年 8月 24日                   | ‘15TH ANNIVERSARY REUNION CONCERT’ 全国ツアーコンサート        | 大邱広域市                     | 大韓民国       | 大邱EXSCO                                            |
| 2014年 8月 30日                   | ‘15TH ANNIVERSARY REUNION CONCERT’ 全国ツアーコンサート        | 大田広域市                     | 大韓民国       | 大田貿易展示館                                       |
| 2014年 8月 31日                   | ‘15TH ANNIVERSARY REUNION CONCERT’ 全国ツアーコンサート        | 大田広域市                     | 大韓民国       | 大田貿易展示館                                       |
| 2014年 10月 25日                  | god 15th Anniversary Reunion Concert Encore                    | ソウル特別市                   | 大韓民国       | 蚕室オリンピック総合運動場ソウルオリンピック主競技場 |
| 2014年 11月 7日                   | '15TH ANNIVERSARY REUNION CONCERT' アメリカツアーコンサート    | カリフォルニア州ロサンゼルス   | アメリカ合衆国 | Staples Center                                       |
| 2014年 11月 9日                   | '15TH ANNIVERSARY REUNION CONCERT' アメリカツアーコンサート    | ニュージャージー州ニューアーク | アメリカ合衆国 | Prudential Center                                    |
| 2015年 12月 16日                  | 'god 2015 CONCERT' 全国ツアーコンサート                        | ソウル特別市                   | 大韓民国       | オリンピック公園オリンピック体操競技場               |
| 2015年 12月 17日                  | 'god 2015 CONCERT' 全国ツアーコンサート                        | ソウル特別市                   | 大韓民国       | オリンピック公園オリンピック体操競技場               |
| 2015年 12月 18日                  | 'god 2015 CONCERT' 全国ツアーコンサート                        | ソウル特別市                   | 大韓民国       | オリンピック公園オリンピック体操競技場               |
| 2015年 12月 19日                  | 'god 2015 CONCERT' 全国ツアーコンサート                        | ソウル特別市                   | 大韓民国       | オリンピック公園オリンピック体操競技場               |
| 2015年 12月 20日                  | 'god 2015 CONCERT' 全国ツアーコンサート                        | ソウル特別市                   | 大韓民国       | オリンピック公園オリンピック体操競技場               |
| 2015年 12月 24日                  | 'god 2015 CONCERT' 全国ツアーコンサート                        | 大邱広域市                     | 大韓民国       | 大邱 EXSCO                                           |
| 2015年 12月 25日                  | 'god 2015 CONCERT' 全国ツアーコンサート                        | 大邱広域市                     | 大韓民国       | 大邱 EXSCO                                           |
| 2015年 12月 30日                  | 'god 2015 CONCERT' 全国ツアーコンサート                        | 釜山広域市                     | 大韓民国       | 釜山BEXCO                                            |
| 2015年 12月 31日                  | 'god 2015 CONCERT' 全国ツアーコンサート                        | 釜山広域市                     | 大韓民国       | 釜山BEXCO                                            |
| 2017年 1月 6日                    | '2017 god to Men' 全国ツアーコンサート                         | ソウル特別市                   | 大韓民国       | 蚕室室内体育館                                       |
| 2017年 1月 7日                    | '2017 god to Men' 全国ツアーコンサート                         | ソウル特別市                   | 大韓民国       | 蚕室室内体育館                                       |
| 2017年 1月 8日                    | '2017 god to Men' 全国ツアーコンサート                         | ソウル特別市                   | 大韓民国       | 蚕室室内体育館                                       |
| 2017年 1月 13日                   | '2017 god to Men' 全国ツアーコンサート                         | 仁川広域市                     | 大韓民国       | 仁川 南東体育館                                      |
| 2017年 1月 21日                   | '2017 god to Men' 全国ツアーコンサート                         | 大邱広域市                     | 大韓民国       | 大邱 EXSCO                                           |
| 2017年 2月 4日                    | '2017 god to Men' 全国ツアーコンサート                         | 一山新都市                     | 大韓民国       | 一山 KINTEX                                          |
| 2017年 2月 11日                   | '2017 god to Men' 全国ツアーコンサート                         | 光州広域市                     | 大韓民国       | 光州女子大ユニバーシアード体操競技場                 |
| 2017年 2月 18日                   | '2017 god to Men' 全国ツアーコンサート                         | 釜山広域市                     | 大韓民国       | 釜山BEXCO                                            |
| 2018年 11月 30日                  | 'god 20th Anniversary Concert [GREATEST]' 全国ツアーコンサート | ソウル特別市                   | 大韓民国       | オリンピック公園オリンピック体操競技場               |
| 2018年12月 1日                    | 'god 20th Anniversary Concert [GREATEST]' 全国ツアーコンサート | ソウル特別市                   | 大韓民国       | オリンピック公園オリンピック体操競技場               |
| 2018年12月2日                     | 'god 20th Anniversary Concert [GREATEST]' 全国ツアーコンサート | ソウル特別市                   | 大韓民国       | オリンピック公園オリンピック体操競技場               |
| 2018年12月22日                    | 'god 20th Anniversary Concert [GREATEST]' 全国ツアーコンサート | 釜山広域市                     | 大韓民国       | 釜山BEXCO                                            |
| 2018年12月25日                    | 'god 20th Anniversary Concert [GREATEST]' 全国ツアーコンサート | 大邱広域市                     | 大韓民国       | 大邱 EXSCO                                           |
| 2019年 1月13日                    | god GREATEST 20th Anniversary [ PRESENT ]                      | ソウル特別市                   | 大韓民国       | オリンピック公園オリンピック体操競技場               |

## 受賞歴

### 年次授賞式
| 年度   | 受賞歴 |
| ------ | --- |
| 1999年 | - 12月11日 KMTV歌謡大賞「本賞」 - 12月29日 SBS歌謡大賞 「人気賞」 |
| 2000年 | - 11月24日 Mnetミュージックビデオフェスティバル「男性グループ最優秀賞」 - 12月1日 大韓民国映像音盤大賞「本賞」 - 12月6日 ソウル歌謡大賞「本賞」 - 12月13日 KMTV歌謡大賞「本賞」 - 12月29日 SBS歌謡大賞 「10大歌手賞」 - 12月30日 KBS歌謡大賞「大賞」 - 12月31日 MBC10大歌手歌謡祭「本賞」 |
| 2001年 | - 5月2日 韓国造幣公社、総務省選定The First Korea 2001 「最高のグループ歌手賞」 - 6月2日 KBS第2回大韓民国映像大賞歌手部門「フォトジェニック」受賞 - 9月3日 第28回韓国放送大賞歌手部門最優秀賞受賞 - 9月6日 2001年MTVミュージックビデオアワード 「MTV KOREA ビューワーチョイス部門」受賞。 - 12月7日 第12回ソウル歌謡大賞「本賞」 - 12月14日 ゴールデンディスク賞「本賞」「大賞」受賞 - 12月19日 KMTV歌謡大賞「本賞」 - 12月29日 SBS歌謡大賞「本賞」「大賞」受賞 - 12月30日 KBS歌謡大賞「本賞」「大賞」受賞 - 12月31日 MBC10大歌手歌謡祭「30代以上が選んだ10大歌手賞」、「30代未満が選んだ最高歌手賞」 |
| 2002年 | - 2月2日 MTV Asia Music Awards韓国代表参加（シンガポール) - 12月31日 MBC10大歌手歌謡祭「本賞」「大賞」受賞 |
| 2004年 | - 12月25日 KBS芸能大賞「最優秀ラジオDJ賞」デニー・アン |
| 2005年 | - 3月4日 2005年 角膜寄贈の年宣布式「角膜寄贈広報大使」委嘱 - 4月8日 大韓眼科学会 god功労賞受賞 - 11月24日 SBS大韓民国映像大賞歌手部門「フォトジェニック」受賞 - 12月7日 第20回2005ゴールデンディスク本賞とPAVE人気賞受賞 - 12月29日 SBS歌謡大賞「本賞」受賞 - 12月30日 KBS歌謡大賞 「今年の歌手賞」受賞 |
| 2014年 | - 10月28日 Mnet Style Icon Awards 2014「Style Icon賞」受賞 - 11月13日 2014 Melon Music Awards「TOP 10」「今年のアルバム賞」受賞 |
| 2015年 | - 1月28日 ガオンチャートミュージックアワード 2014「今年の歌賞 5月部門」受賞 |

### 歌謡プログラム 1位
| 年度   | 受賞歴 |
| ------ | --- |
| 2000年 | - 愛してる、そして覚えていて(사랑해 그리고 기억해) - 1月9日 SBS《人気歌謡》 1位 - 2月1日 KBS《ミュージックバンク》1位 - 哀愁 - 3月5日 SBS《人気歌謡》1位 - 3月7日 KBS《ミュージックバンク》1位 - 3月12日 SBS 《人気歌謡》 1位 - 3月14日 KBS《ミュージックバンク》1位 (2週連続) - 3月19日 SBS 《人気歌謡》 1位(トリプルクラウン) - Friday Night - 4月9日 SBS 《人気歌謡》 1位 - 4月11日 KBS《ミュージックバンク》1位 - 4月16日 SBS 《人気歌謡》 1位(2週連続) - 4月18日 KBS《ミュージックバンク》1位(2週連続) - 4月23日 SBS 《人気歌謡》 1位(トリプルクラウン) - 4月25日 KBS《ミュージックバンク》1位(3週連続) - 嘘(거짓말) - 11月25日 MBC《ミュージックキャンプ》 1位 - 11月30日 KBS《ミュージックバンク》1位 - 12月3日 SBS 《人気歌謡》 1位 - 12月7日 KBS《ミュージックバンク》1位(2週連続) - 12月9日 MBC《ミュージックキャンプ》 1位(2週連続) - 12月10日 SBS 《人気歌謡》 1位(2週連続) - 12月14日 KBS《ミュージックバンク》1位(3週連続) - 12月16日 MBC 《ミュージックキャンプ》1位 (3週連続) - 12月16日 SBS 《人気歌謡》 1位(トリプルクラウン) |
| 2001年 | - お前が必要(니가 필요해) - 1月27日 MBC《ミュージックキャンプ》 1位 - 2月3日 MBC《ミュージックキャンプ》 1位(2週連続) - 2月4日 SBS 《人気歌謡》 1位 - 2月11日 SBS 《人気歌謡》 1位(2週連続) - 道（길） - 12月8日 MBC《ミュージックキャンプ》 1位 - 12月9日 SBS 《人気歌謡》 1位 - 12月15日 MBC《ミュージックキャンプ》 1位(2週連続) - 12月15日 SBS 《人気歌謡》 1位(2週連続) - 12月15日 MBC 《ミュージックキャンプ》1位 (3週連続) - 12月23日 SBS 《人気歌謡》 1位(トリプルクラウン) - 12月29日 MBC 《ミュージックキャンプ》1位 (4週連続) |
| 2002年 | - お前がいるべき場所(니가 있어야 할 곳) - 1月27日 SBS 《人気歌謡》 1位 - 2月2日 MBC 《ミュージックキャンプ》1位 - 2月3日 SBS 《人気歌謡》 1位(2週連続) - 2月9日 MBC《ミュージックキャンプ》 1位(2週連続) - 2月10日 SBS 《人気歌謡》 1位(トリプルクラウン) |
| 2003年 | - 0% - 3月2日 SBS 《人気歌謡》ミュティズンソング |
| 2005年 | - 普通の日(보통날) - 1月9日 SBS 《人気歌謡》 ミュティズンソング - 1月9日 M.net《M.カウントダウン》 1位 - 1月16日 SBS 《人気歌謡》 ミュティズンソング (2週連続) - 1月22日 MBC《ミュージックキャンプ》 1位 - 1月27日 M.net《M.カウントダウン》 1位 (通算2週) - 1月29日 MBC《ミュージックキャンプ》 1位(2週連続) - 反対に惹かれる理由(반대가 끌리는 이유) - 1月30日 SBS 《人気歌謡》 ミュティズンソング - 2月6日 SBS 《人気歌謡》 ミュティズンソング (2週連続) - 2月13日 SBS 《人気歌謡》 ミュティズンソング (トリプルクラウン) - 2月19日 MBC《ミュージックキャンプ》 1位 - 3月5日 MBC《ミュージックキャンプ》 1位 (2週連続) - 2♡ - 11月19日 MBC「ショー音楽中心」1位 - 11月26日 MBC「ショー音楽中心」1位(2週連続) - 12月3日 MBC「ショー音楽中心」1位(3週連続) - 12月4日 SBS 《人気歌謡》 ミュティズンソング - 12月8日 M.net《M.カウントダウン》 1位 - 12月10日 MBC「ショー音楽中心」1位(4週連続) |

## エピソード
- 応援用風船の色は空色[23]。デビュー当初はファンクラブ規模の比較的小さかった太四子・Y2K・パク・チユン等のファンクラブがファンクラブ同士連帯して応援するために青い風船を使用していたが、その中から爆発的人気を得たgodが1999年末2集発売時にファンクラブ結成と同時に青に近い空色に風船の色を変更したことに由来する[23]。この「空色の風船(하늘색풍선)」はアルバム正規3集の収録曲の曲名になっており、godのシンボルソングとしてアルバム収録曲にもかかわらず一般知名度が高い。
- 当初の企画段階では「god6(ゴッドシックス)」という男性5人、女性1人（女優のキム・ソナ[24]）からなる男女混成グループであったが、プロデューサーを引き受けたパク・ジニョンが混成グループでは売れないと判断し、男性1名とキム・ソナが脱退、代わりに彼に直接デモテープを送ってきた当時高校2年生のキム・テウを新規参加させることで男性グループとなった。